# Goriče pri Famljah
Goriče pri Famljah este o localitate din comuna Divača, Slovenia, cu o populație de 36 de locuitori.